# Arma tua fulgent, sed non hic ossa quiescunt
Arma tua fulgent, sed non hic ossa quiescunt (pol. Twój herb tu pięknie błyszczy, lecz nie tu twe prochy) – średniowieczny poemat po łacinie, przypisywany Adamowi Śwince, poświęcony pamięci Zawiszy Czarnego.
Utwór, określany także jako Wiersz na śmierć Zawiszy Czarnego lub Epitafium Zawiszy Czarnego (łac. Epitaphium Zavissi Nigri), zawarty jest w księdze XI Roczników Jana Długosza pod rokiem 1428. Wiersz składa się z 72 wersów, ułożonych heksametrem. Zawiera też nawiązania do literatury starożytnej, np. porównanie do bohaterów wojny trojańskiej – Achillesa i Ajaksa.
Zawisza Czarny, wsławiony w bitwie pod Grunwaldem i będący już za życia symbolem prawości i cnót rycerskich, poległ w 1428 pod Golubacem (obecnie Serbia) w trakcie wyprawy Zygmunta Luksemburskiego przeciw Turkom. Utwór Świnki upamiętnia heroiczną walkę Zawiszy i jego zgon. Rozpoczyna się podniosłą apostrofą do nieżyjącego rycerza, w której wysławiany jest jego ród i zasługi rycerza. Następna część utworu (wersy 11-45) opisuje przebieg bitwy, w której Zawisza w obliczu klęski nie chce wycofać się i zostawić towarzyszy walki. Przeciwnicy podziwiają waleczność rycerza, po śmierci jednak jego zwłoki zostają zbezczeszczone. Wiersz kończy się lamentacją, w której jest mowa o opłakiwaniu rycerza przez całą ojczyznę, ale w pierwszej osobie wypowiada się też podmiot liryczny.
Utwór Świnki został wykorzystany w powieści O Zawiszy Czarnym opowieść autorstwa Karola Bunscha.